# Mwerumeer

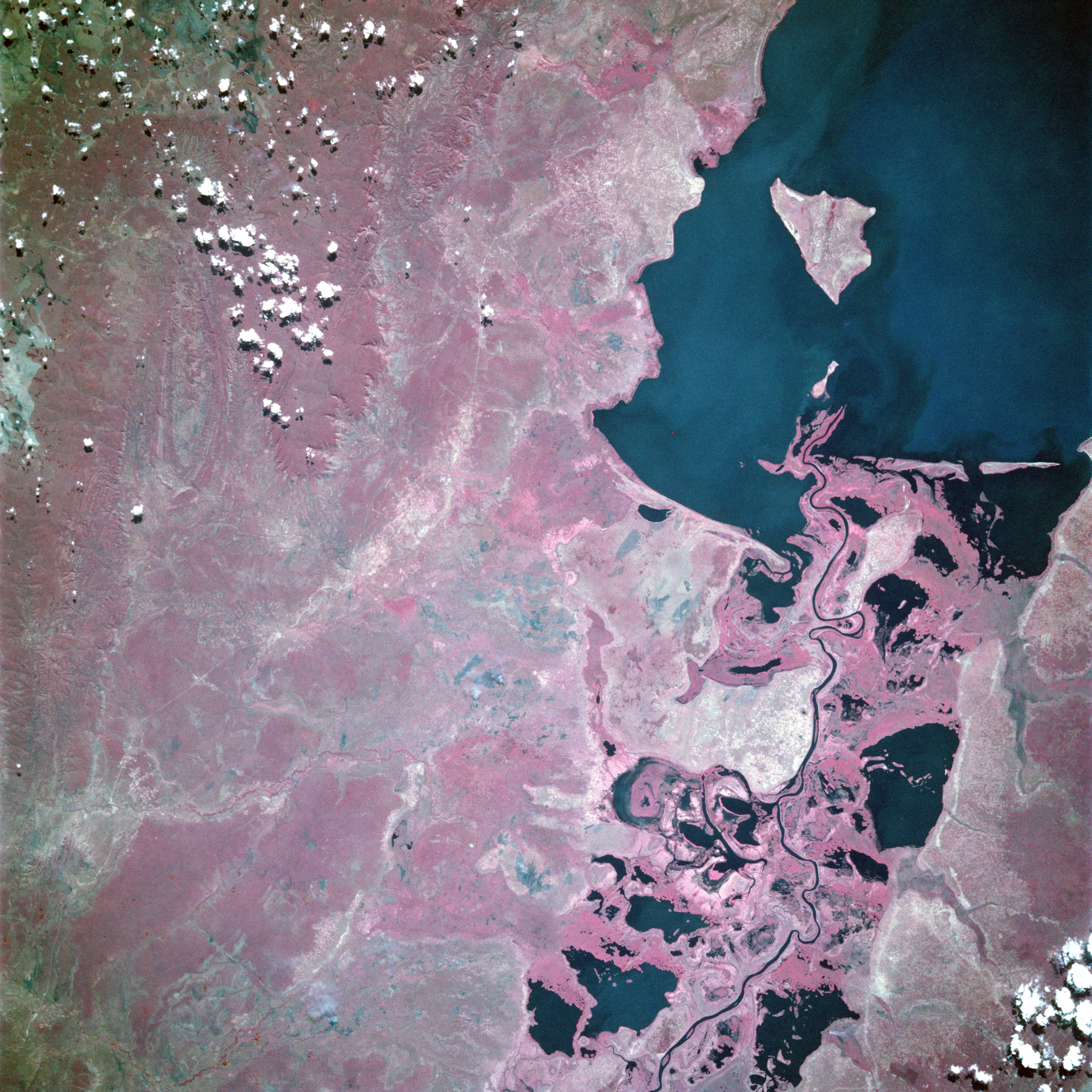
NASA-foto van de zuidkant van het meer vanuit de ruimte, juni 1993

Het Mwerumeer (ook wel gespeld als Mwelu, Moëro of Mwero) is een meer aan de langste zij-arm van Afrika's op een na langste rivier, de Kongo, op de grens van Zambia en Congo-Kinshasa, liggende tussen de Luapula en de Luvua. Het meer beslaat 110 kilometer van de lengte van de Kongo. Het Mwerumeer is een van de kleinere meren van de Grote Meren van Afrika (als het meer daar al toe wordt gerekend, het is namelijk betwistbaar welke meren er exact bij horen).
Mweru betekent "meer" in Bantoe, dus wordt het meer dikwijls Mweru genoemd.
De grootste rivieren die het Mwerumeer instromen zijn de Luapula en de Kalungwishi. De grootste rivier die uit het meer stroomt is de Luvua, een zijtak van de Kongo.
Abayameer · Abbemeer · Abijattameer · Afrerameer · Albertmeer · Assalmeer · Awasameer · Bamendjingmeer · Bangweulumeer · Baringomeer · Basakameer · Bittermeren · Cahora Bassa · Chamomeer · Delcommunemeer · Edwardmeer · Fitrimeer · Georgemeer · Guiersmeer · Hajkmeer · Kabambameer · Kabelemeer · Kabwemeer · Karibameer · Kisalemeer · Kitshomponshimeer · Kivumeer · Kokameer · Kyogameer · Lac Rose · Langanomeer · Mai-Ndombemeer · Manantalimeer · Malawimeer · Manyekemeer · Mofwelagune · Mwerumeer · Mweru-Wantipameer · Naivashameer · Nakurumeer · Nassermeer ·   Nyosmeer · Nzilomeer · Shalameer · Tanameer · Tanganyikameer · Tele-meer · Toshkameren · Tshangalelemeer · Tsjaadmeer · Tumbameer · Turkanameer · Upembameer · Victoriameer · Voltameer · Walilupemeer · Zimbambomeer · Ziwaymeer